# Sindicat Agrícola de Sant Guim de Freixenet
El Sindicat Agrícola de Sant Guim de Freixenet és un edifici de Sant Guim de Freixenet (Segarra) declarat bé cultural d'interès nacional.

## Descripció
És un edifici situat dins del nucli urbà del poble, però aïllat de qualsevol edificació. Aquest se'ns presenta de planta rectangular, amb tres naus d'alçària desigual, les quals estan formades per grans arcs parabòlics que recolzen en pilars cruciformes aixecats sobre bases de pedra i a l 'extradós dels arcs hi ha un calat format per arquets i columnetes. L'edifici té capçalera plana i coberta a doble vessant. A la seva façana principal hi trobem les portes d'accés a l'edifici, que venen emmarcades per dos grans arcs que es recolzen sobre una columna, tot creant un eix de simetria en les obertures d'aquesta façana. Ambdós intradós dels arcs, es disposa un balcó, utilitzat com a zona d'habitatge i oficines,situat al seu primer pis.
Tot aquest conjunt central ve dibuixat per una cornisa mixtilínia que sobresurt del seu parament. Aquesta façana principal està coronada per un ràfec de cornisa curvilínia que ressegueix el seu perímetre. Ambdós façanes laterals hi ha disposats uns petits contraforts a nivell de la planta baixa i es disposa un sòcol de pedra que ressegueix el perímetre de l'edifici. L'obra presenta un parament paredat, amb restes d'arrebossat a la part superior de la façana principal, així com una decoració amb maó, respecte a les estructures de les obertures, cornises, contraforts i franges verticals dels costats de les façanes de l'edifici.

## Història
Aquesta magatzem de gra fou construït vers el 1921 per encàrrec del Sindicat Agrícola de Cervera i la seva comarca, sota la direcció del Sr. Ramon Vidal i Trull i amb el suport de pagesos de 121 pobles.. Es tracta d'un notable exemple d'un seguit de construccions agràries bastides als anys vint per l'arquitecte Cèsar Martinell i Brunet. El magatzem depenia de la Cooperativa del Camp de Cervera, més tard passà al Banc Central i actualment és de la família Valls de Sant Guim de Freixenent.
Les primeres manifestacions del cooperativisme a Catalunya apareixen a mitjan segle xix, amb les cooperatives de producció. Cap a final de segle s'inicià un intent de coordinar la tasca de les cooperatives disperses i el 1899 es constituí la Cambra Regional de Cooperatives catalano-balears, amb l'adscripció inicial de 51 entitats en el I Congrés de Cooperatives de Catalunya que tingué lloc a Barcelona. El 1920, l'esmentada Cambra Regional es transformà en la Federació de Cooperatives de Catalunya. La Llei de Cooperatives del 1931 clarificà l'ambient cooperatiu, i encara més la Llei de Bases de Cooperació, aprovada pel Parlament de Catalunya el 1934.
La cooperació al camp de Catalunya presenta unes característiques pròpies, fruit de la crisi de la fil·loxera de la darreria del segle xix, que motivà l'endeutament i consegüent empobriment i fins i tot el despoblament del camp català. A partir d'una iniciativa pionera, la Societat de Treballadors Agrícoles del poble de Barberà, es fundà el 1894 a Barberà de la Conca i constituí el primer celler cooperatiu de Catalunya i de tot l'estat espanyol. El cooperativisme agrari s'anà estenent per tota la Conca de Barberà, el Camp de Tarragona, el Priorat, la Segarra i més tard arreu del Principat. Aquest moviment, que comptà amb el suport institucional de la Mancomunitat de Catalunya, tingué un dels seus arquitectes més representatius en la figura de Cèsar Martinell, autor, entre els anys 1919-1925, de nombrosos cellers cooperatius de gran vàlua arquitectònica i tècnica.